# Rob James-Collier
Pour les articles homonymes, voir James et Collier.
Rob James-Collier, né le 23 septembre 1976 à Stockport, est un acteur et mannequin britannique. 
Il est plus particulièrement connu pour les rôles de Liam Connor dans la série Coronation Street et Thomas Barrow dans Downton Abbey.

## Études
James-Collier est né à Stockport, dans le Grand Manchester.  Il est diplômé de deux écoles. Il a étudié les affaires à Huddersfield et le marketing à l'Institut de Sciences et de Technologie de l'Université de Manchester.

## Carrière de comédien
Sans expérience en tant qu'acteur, James-Collier passe une audition pour jouer dans la série britannique Down To Earth. Il est repéré par Ricky Tomlinson et Denise Welch, célèbres acteurs de soap anglais. En 2006, il apparaît dans New Street Law et joue le rôle de Stud pour un épisode dans la série Shameless.
En 2006, il rejoint le casting de Coronation Street. Il quitte la série au mois d'octobre 2008. Début 2008, James-Collier annonce dans un entretien qu'il quittait la série mais qu'il n'abandonnait pas l'idée de la réintégrer dans l'avenir.  
Après avoir quitté Coronation Street, Rob James-Collier intègre la série Downton Abbey où il joue le rôle de Thomas, un valet homosexuel de Downton Abbey.

## Carrière de mannequin
Rob James-Collier a été modèle pour la marque britannique Argos, il est apparu dans les catalogues Automne/Hiver 2007 et Printemps/Été 2008.
Il fut sacré l'Homme le plus sexy par les British Soap Awards en 2007 et 2008. À la cérémonie des Inside Soap Awards de 2007, il remporta le prix de l'Homme le plus Sexy et de la Meilleure Révélation.

## Filmographie

### Cinéma
- 2011 : Mercenaries : Callum
- 2012 : Spike Island : Mr Milligan
- 2013 : Wayland's Song : John
- 2015 : A Christmas Star de Richard Elson : Pat McKerrod
- 2016 : The Attendant de Jake Cullen et Oliver Cullen (Court métrage) : Alex
- 2017 : Le Rituel : Hutch
- 2019 : Nancy de Megan Parkinson (court métrage) : le père de Nancy
- 2019 :  Downton Abbey de Michael Engler : Thomas Barrow
- 2022 : Downton Abbey 2 : Une nouvelle ère de Simon Curtis : Thomas Barrow
- 2025 : Downton Abbey 3 de Simon Curtis : Thomas Barrow

### Télévision
- 2005 : Perfect Day : Alex
- 2005 : Down to Earth : Nick Christie
- 2006 : Shameless : Stud (1 épisode)
- 2006 : Casualty : Martin Stonewell (1 épisode)
- 2006 : Inspecteurs associés : Simon Thewlis (1 épisode)
- 2006 - 2008 : Coronation Street : Liam Connor
- 2010 - 2015 : Downton Abbey : Thomas Barrow
- 2011 : Moving On : Clive (1 épisode)
- 2012 : Love Life (en) : Joe (3 épisodes)
- 2013 : Moving On : Aiden Evans
- 2016 : The Level : Kevin O'Dowd
- 2018 : Urban Myths : Colonel Archie Christie
- 2019 : Les Enquêtes de Vera : Richard (1 épisode)
- 2019 : Meurtre Au Paradis de Robert Thorogood : Oliver Carr
- 2019 - 2022 : Ackley Bridge : Martin Evershed
- 2021 - 2022: Destin : La Saga Winx : Saul Silva
- 2023 : The Inheritance : Daniel
- 2023 : The Long Shadow : DCS Jack Ridgeway